# 안녕, 절망선생
《안녕, 절망선생》(さよなら絶望先生 사요나라 제츠보센세이[*])은 《주간 소년 매거진》에 연재된 구메타 고지의 코미디 만화이다. 세상의 모든 것을 부정적으로 보는 고등학교 교사를 주인공으로 하여, 각자 나름의 문제점이 있는 학생들과의 사이에서 일어나는 일들을 다루고있다. 2007년에 제 31회 코단샤 만화상에서 소년만화 부문을 수상했고, 애니메이션으로도 만들어졌다. 2012년 2월 현재 28권까지 출간되었으며, 대한민국에서는 학산문화사가 26권까지 번역 출간했다.

## 개요
《안녕, 절망선생》은 작가의 전작인 《제멋대로 카이조》와 마찬가지로 일본 사회의 다양한 측면에 대한 부조리적으로 풍자하는 코미디 학원물 만화이다. 등장인물 각각은 현대 일본 사회가 가진 다양한 문제점들 - 가정 폭력, 자기 방에서 나가려 하지 않는 히키코모리, 불법 입국자, 재일 외국인, 강박증 등을 약간씩 어긋난 시선으로 보여준다.

## 줄거리
세상에 절망한 주인공 이토시키 노조무가 벚꽃이 만발한 어느 날 목을 매어 자살하려고 하면서 시작된다. 그를 목격한 소녀 후우라 카후카의 구출을 빙자한 협조에도 불구하고 자살에 실패한 노조무에 대해, 카후카는 이렇게 희망으로 넘친 세상에서 자살하려는 사람이 있을 리 없으니 분명 키를 늘리려고 한 걸 거라고 주장한다. 결국 임용된 학교에 가서 첫 수업을 시작하려던 노조무는 카후카가 자신의 반인 2학년 헤(へ)반 학생 중 한 명이라는 것을 발견한다.

## 혐한 논란
혐한 소재를 많이 다루고 있다. 일부에서는 쿠메타 코지의 혐한적 성향으로 인해 일본이 착해서 탈이라느니 하며 혐한을 포함하여 명백한 사실마저 왜곡해서 비난하지 말아야 할 것을 구분하지 못하고 무조건 비난하는 모습으로 비판을 받는다.

## 단행본

### 구성
- 지난 줄거리

지금까지의 이야기를 설명해주는 공간. 그러나 실제로 본편의 내용과는 전혀 관계없는 짧은 단편 이야기이다.
- 표지 안쪽

1권부터 17권까지 작품내의 등장인물 코모리 키리가 "열지마세요"라는 문구와 함께 그려져있다. 그 이후는 아래 문서를 참고.

- 단행본 보너스 페이지

단행본 내에서, 추가로 지급받은 페이지. 출석부, 이토시키家 가계도, 학생증을 그리거나 짤막한 이야기를 그려놓는다.
- 이번 회의 고소

작품내의 등장인물 키무라 카에레의 설정에서 따온 코너이다. 본편내의 내용을 고소한다.
- 절망회화관

팬이 보내준 엽서나 스티커사진등을 게재한 공간이다. 작가의 코멘트가 달려있다.
- 종이 블로그
  - 1권~8권 : 전작인 제멋대로 카이조에 실린 "이번회의 반성문"같은 코너. 그리면서 후회됐던 점, 혹은 그 회의 주제와 관련된 작가의 에피소드를 적어놓았다.
  - 9권~현재 : 작가의 근황이나 에피소드등을 블로그의 쓰듯이 적어놓은 코너이다.
- 보너스 부록 페이지

단행본 맨 뒤 페이지에 있는 부록들. 본편과 상관없는 이야기, 사족, 종이공작을 수록해놓았다.
- 절망 문학관

동서고금의 문학작품의 일부분을 작가가 패러디해서 싣는다.
- 절망 명화좌

동서고금의 명화작품을 작가가 패러디해서 짤막한 글과 함께 싣는다.

### 목록
| 이름    | 한국 초판 발행일 | 일본 초판 발간일 |           |
| ------- | ---------------- | ---------------- | --------- |
| 제 1집  | 2006년 4월 25일  | 2005년 9월 16일  |           |
| 제 2집  | 2006년 5월 25일  | 2005년 12월 16일 |           |
| 제 3집  | 2006년 6월 25일  | 2006년 3월 17일  |           |
| 제 4집  | 2006년 9월 25일  | 2006년 6월 16일  |           |
| 제 5집  | 2006년 11월 25일 | 2006년 9월 15일  |           |
| 제 6집  | 2007년 1월 25일  | 2006년 12월 15일 |           |
| 제 7집  | 2007년 4월 25일  | 2007년 2월 16일  |           |
| 제 8집  | 2007년 10월 25일 | 2007년 4월 17일  |           |
| 제 9집  | 2007년 11월 25일 | 2007년 7월 17일  |           |
| 제 10집 | 2007년 11월 25일 | 2007년 9월 14일  |           |
| 제 11집 | 2008년 4월 25일  | 2007년 12월 17일 |           |
| 제 12집 | 2008년 5월 25일  | 2008년 2월 15일  |           |
| 제 13집 | 2008년 7월 25일  | 2008년 5월 16일  |           |
| 제 14집 | 2009년 2월 25일  | 2008년 7월 17일  |           |
| 제 15집 | 2009년 3월 25일  | 2008년 10월 17일 |           |
| 제 16집 | 2009년 8월 25일  | 2009년 2월 17일  |           |
| 제 17집 | 2009년 10월 25일 | 2009년 5월 15일  |           |
| 제 18집 | 2010년 1월 25일  | 2009년 8월 17일  |           |
| 제 19집 | 2010년 3월 25일  | 2009년 11월 17일 |           |
| 제 20집 | 2010년 5월 25일  | 2010년 2월 17일  |           |
| 제 21집 | 2010년 10월 25일 | 2010년 5월 17일  |           |
| 제 22집 | 2011년 1월 25일  | 2010년 8월 17일  |           |
| 제 23집 | 2011년 5월 25일  | 2010년 11월 17일 |           |
| 제 24집 | 2011년 8월 25일  | 2011년 2월 17일  |           |
| 제 25집 | 2011년 11월 25일 | 2011년 4월 15일  | 역자 교체 |
| 제 26집 | 2012년 3월 15일  | 2011년 7월 15일  |           |
| 제 27집 | -                | 2011년 10월 17일 |           |

단행본 27권에 268화가 수록되지 못해 271화까지 수록되어 있다. 도라에몽의 에피소드와 흡사해 논란이 일어 게재하지 않은 것.

## 애니메이션
샤프트에서 제작하였다. 감독은 신보 아키유키이고, 작화감독은 모리오카 히데유키가 맡았다.
- 안녕, 절망선생 (방영기간 2007년 7월 ~ 9월)
- 속 안녕, 절망선생 (방영기간 2008년 1월 ~ 3월)
- 참 안녕, 절망선생 (방영기간 2009년 7월 ~ 9월)

## 같이 보기
- 안녕, 절망선생의 등장인물 목록
- 안녕, 절망선생의 지명 목록
- 안녕, 절망선생의 단행본 목록
- 안녕, 절망선생의 보너스 목록
- 오오츠키 켄지와 절망소녀들